# Павленко Володимир Володимирович
Володи́мир Володи́мирович Павле́нко (нар. 14 травня 1946, с. Новий Биків) — український архітектор. Головний архітектор Чернігівської області (1986—2011), член Національної спілки архітекторів України, доцент кафедри промислового і цивільного будівництва Чернігівського національного технологічного університету.
Народний архітектор України (2009), лауреат Державної премії України в галузі архітектури (1999).

## Біографія
Володимир Павленко народився 14 травня 1946 року в селі Новий Биків на Чернігівщині. В 1971 році закінчив архітектурний факультет Київського інженерно-будівельного інституту, після чого почав працювати в Чернігівському проектному інституті «Діпроцивільпромбуд». Звідти був переведений до відділу у справах будівництва та архітектури Чернігівського облвиконкому, де працював архітектором, а пізніше — старшим архітектором та начальником планувального бюро.
У 1976 році пройшов курси підвищення кваліфікації при Московському архітектурному інституті і до 1982 року працював заступником головного архітектора Чернігівської області, а з 1983 року — головний архітектор Чернігова.
З 1986 по 2011 рік — головний архітектор Чернігівської області. З 2011 року на пенсії.
Займається викладацькою діяльністю: з 2005 до 2010 — доцент кафедри водопостачання і водовідведення, а з 2011 — доцент кафедри промислового і цивільного будівництва Чернігівського національного технологічного університету.
Одружений, має доньку Оксану та сина Юрія.

## Доробок
За роки праці Володимира Павленка в Чернігівській області було розроблено більше 700 проектів планування сіл і селищ, складено генеральні плани перспективного розвитку всіх міст, опрацьовані проекти районних планувань всіх адміністративних районів і області загалом. Архітектор особисто долучився до проектування Борзни, Городні, Ніжина, Носівки, Семенівки, Щорса, Корюківки, Варви, Козельця, Коропа та інших міст і сіл Чернігівщини. Займався організацією проектування і забудови Славутича.
У другій половині 1980-х років Володимир Володимирович був одним з організаторів конкурсів, конференцій та нарад з розробки проектів забудови центральної історичної частини Чернігова.
Павленко разом з В. Міненком і В. Зотіковим є авторами орнаментальної композиції монументу «Дружба» на кордоні України, Росії та Білорусі у селі Сеньківка Городнянського району Чернігівської області.
Разом з І. Ситим і А. Ґречилом є автором герба і прапора Чернігівської області.
Павленко зробив внесок у реставрацію релігійних пам'яток Чернігівщини: Спаський собор (XI ст.), Борисоглібський собор (кінець XI ст.), Успенський собор (XI ст.), Катерининська церква (1715), Троїцький собор (1679—1695), Іллінська церква (ХІІ—XVII ст.), Антонієві печери (1069), комплекс пам'яток архітектури Спасо-Преображенського монастиря (XVII—XVIII ст.) у Новгород-Сіверському, дерев'яна церква святого Георгія (XVII—XVIII ст.) у Седневі та інші.
Спільно з Б. Дєдовим, О. Васютою, В. Устіновим та іншими допомагав відроджувати на Борзнянщині садибу українського письменника Пантелеймона Куліша. Павленко — автор програми збереження пам'яток Національного історико-культурного заповіднику «Гетьманська столиця» і розвитку соціальної та інженерно-транспортної інфраструктури Батурина.
Відомі роботи:
- Комплекс пам'ятників на честь 1000-ліття Новгород-Сіверського і 800-ліття «Слова о полку Ігоревім» (скульптор А. Кущ, архітектори М. Барановський, В. Павленко)
- Пам'ятник 900-річчю з'їзду князів, споруджений у 1997 році на Замковій горі в смт Любеч (скульптор Г. Єршов, архітектор В. Павленко)
- Пам'ятник І. Мазепі на Валу у Чернігові (скульптор Г. Єршов, архітектор В. Павленко)
- Православний храм Параскеви-П'ятниці у селі Чайкине Новгород-Сіверського району (співавтор проекту)

## Нагороди та почесні звання
- Народний архітектор України (19 січня 2009) — за вагомий особистий внесок у створення Національного історико-культурного заповідника «Гетьманська столиця» в м. Батурин, плідну наукову роботу, благодійницьку діяльність на ниві збереження історичної спадщини Українського народу[3]
- Заслужений архітектор України (1 липня 1997) — за заслуги в розвитку архітектури та містобудування, високий професіоналізм[4]
- Державна премія України в галузі архітектури (19 червня 1999) — за архітектуру міської лікарні по вулиці 1 Травня в місті Чернігові (у складі колективу)[5]
- Орден «За заслуги» III ступеня — за великі досягнення у професійній діяльності, багаторічну сумлінну працю
- Подяка Прем'єр-міністра України

## Джерело
- Павленко Володимир Володимирович [Архівовано 4 березня 2016 у Wayback Machine.] // Почесні імена України — еліта держави. — Том 2. — Видавництво «Логос Україна», 2013.